# شهرستان ییچنگ
شهرستان ییچنگ (به لاتین: Yicheng County) یک شهرستان‌های جمهوری خلق چین در چین است که در لینفن واقع شده‌است.